# Heart-Shaped Scar
Pierwszy studyjny album LP, wydany przez Koch Records w roku 2001. Jest połączeniem rocka, folku i specyficznego głosu Laury Pergolizzi.

## Lista utworów
| #   | Tytuł                   | Twórcy                             | Długość |
| --- | ----------------------- | ---------------------------------- | ------- |
| 1.  | „Perfect”               | LP, David Lowery                   | 5:14    |
| 2.  | „Love Somebody”         | LP, Lowery, Alan Weatherhead       | 5:01    |
| 3.  | „Heart-Shaped Scar”     | LP, Barb Morrison, Charles Neiland | 4:30    |
| 4.  | „Coming Home”           | Johnny Hickman, LP                 | 4:49    |
| 5.  | „Long Time”             | LP, Morrison, Neiland              | 3:21    |
| 6.  | „Kiss It All Goodbye”   | LP, Morrison, Neiland              | 4:22    |
| 7.  | „Shut You Out”          | LP, Lowery                         | 4:45    |
| 8.  | „Follow Me Down”        | LP, Lowery                         | 5:26    |
| 9.  | „Insane”                | LP                                 | 4:14    |
| 10. | „When I’m Not with You” | LP, Lowery, Weatherhead            | 5:21    |
| 11. | „Greenbriar”            | LP, Lowery, Weatherhead            | 3:41    |